# Пруцев, Данил Игоревич
Дани́л И́горевич Пру́цев (род. 25 марта 2000, Мостовской, Краснодарский край) — российский футболист, полузащитник московского «Спартака» и сборной России.

## Клубная карьера

### Ранние годы
Начинал заниматься футболом под руководством отца Игоря Ильича Пруцева, как и младший брат Егор. Позже перешёл в школу «Триумф» из родного Мостовского, где тренером был его отец. В 2008 году появился «Краснодар», Пруцев поехал на просмотр в академию клуба и после успешного прохождения был в неё зачислен. В детстве он любил возиться с мячом, а в «Краснодаре» требовали, чтобы Пруцев меньше времени проводил с мячом и быстрее принимал решение и отдавал передачи. В связи с этим в 2012 году вместе с отцом приняли решение покинуть клуб и перейти в Центр спортивной подготовки в Краснодаре. В 2014 году успешно прошёл в просмотр в академии московского «Динамо», но заселить на базу Пруцева не смогли.

### «Чертаново»
В 2015 году перешёл в академию «Чертаново», где обучался под руководством Дмитрия Кузнецова, Станислава Коротаева, Кирилла Поляцкина. В 2015 и 2017 годах становился чемпионом России среди воспитанников спортивных школ в составе «Чертаново»-2000. Побеждал на международных турнирах в Италии и Дании.
В 2016—2017 годах выступал в первенстве третьего дивизиона за «Чертаново-М». 3 августа 2017 года в матче с «Динамо-2» СПб (2:0) дебютировал за «Чертаново» в первенстве ПФЛ. Первый мяч за клуб забил 1 сентября 2017 года в матче против «Знамени Труда» (4:1). В сезоне 2017/18 провёл за «Чертаново» 13 матчей, забил один мяч и вместе с командой вышел в Футбольную национальную лигу. Первый матч в первенстве ФНЛ провёл 17 июля 2018 года в игре против «Ротора» (1:1). В сезоне 2018/19 также сыграл пять матчей за фарм-клуб «Чертаново-2» в ПФЛ. Всего за «Чертаново» выступал с 2017 по 2020 год, проведя 60 матчей и забив два мяча.

### «Крылья Советов» и «Сочи»
В конце июля 2020 года вместе с ещё семью игроками «Чертаново» перешёл в другой клуб ФНЛ самарские «Крылья Советов». Дебютировал за новый клуб 2 августа 2020 года в матче против «Балтики» (0:0). Проведя шесть матчей, 2 сентября перешёл в клуб РПЛ «Сочи». Дебютировал в чемпионате России 12 сентября в гостевом матче 7-го тура против «Ахмата» (1:0), выйдя на замену вместо Жоаозиньо на 73-й минуте. В сезоне 2020/21 за «Сочи» провёл 20 матчей в чемпионате России, два в Кубке России, а также четыре матча в молодёжном первенстве. 17 июля 2021 года вернулся в «Крылья Советов», которые вышли в РПЛ. Первый матч после возвращения провёл 25 июля 2021 года против «Ахмата» (1:2). Всего за «Крылья Советов» провёл 26 матчей.

### «Спартак» (Москва)
21 января 2022 года перешёл в московский «Спартак», подписав контракт до 30 июня 2026 года. Дебютировал за клуб 2 марта 2022 года в домашнем матче 1/8 финала Кубка России против «Кубани» (6:1), выйдя на 78-й минуте вместо Наиля Умярова. В чемпионате России впервые сыграл 10 апреля 2022 года в матче 24-го тура против тульского «Арсенала» (3:0), выйдя на 83-й минуте вместо Михаила Игнатова. В сезоне 2021/22 провёл за клуб девять матчей во всех турнирах и стал обладателем Кубка России. Первый мяч за «Спартак» и в чемпионате России забил 12 ноября 2022 года в матче 17-го тура против московского «Локомотива» (2:1). 22 февраля 2023 года на 16-й минуте первого матча 1/4 финала Кубка России против «Локомотива» забил мяч, ставший победным. В сезоне 2022/23 провёл за клуб 38 матчей во всех турнирах, в которых забил два мяча и стал бронзовым призёром чемпионата России. 22 октября 2023 года в матче 12-го тура чемпионата России Пруцев забил мяч в ворота «Пари НН», этот гол стал для него первым в сезоне 2023/24. В сезоне 2023/24 провёл за «Спартак» во всех турнирах 34 матча, в которых забил два мяча и отдал четыре голевые передачи. 7 декабря 2024 года в матче против «Пари НН» (3:0) Пруцев провёл свой 100-й матч за «Спартак».

## Карьера в сборной
С 2016 года вызывался в сборные различных возрастов. 26 марта 2016 года дебютировал за юношескую сборную России 2000 года рождения. Выступал под руководством Дмитрия Ульянова (2016) и Андрея Гордеева (2017—2018). Участник элитного отборочного турнира чемпионата Европы 2017 (до 17 лет) и отборочного турнира чемпионата Европы по футболу 2019 (до 19 лет).
11 мая 2021 года был впервые вызван Михаилом Галактионовым в молодёжную сборную России, за которую дебютировал 3 июня в товарищеском матче против молодёжной сборной Болгарии.
3 ноября 2022 года впервые был включён Валерием Карпиным в расширенный состав сборной России на ноябрьский учебно-тренировочный сбор. Но в окончательный состав, опубликованный 7 ноября 2022 года, не попал. 17 марта 2023 года был впервые вызван в сборную. Дебютировал за национальную команду 23 марта 2023 года в товарищеском матче против сборной Ирана (1:1), выйдя на 87-й минуте встречи. Первый мяч за сборную России забил 20 ноября 2023 года в товарищеском матче против сборной Кубы (8:0), отличившись на 68-й минуте встречи.

## Достижения
«Чертаново»
- Победитель первенства ПФЛ (зона «Запад»): 2017/18

«Крылья Советов»
- Победитель первенства ФНЛ: 2020/21[32]

«Спартак» (Москва)
- Бронзовый призёр чемпионата России: 2022/23
- Обладатель Кубка России: 2021/22
- Финалист Суперкубка России: 2022

## Статистика

### Клубная
| Выступление      | Выступление      | Выступление      | Лига | Лига | Кубки | Кубки | Итого | Итого |
| Клуб             | Лига             | Сезон            | Игры | Голы | Игры  | Голы  | Игры  | Голы  |
| ---------------- | ---------------- | ---------------- | ---- | ---- | ----- | ----- | ----- | ----- |
| Чертаново        | ПФЛ              | 2017/18          | 13   | 1    | 1     | 0     | 14    | 1     |
| Чертаново        | ФНЛ              | 2018/19          | 18   | 1    | —     | —     | 18    | 1     |
| Чертаново        | ФНЛ              | 2019/20          | 26   | 0    | 2     | 0     | 28    | 0     |
| Чертаново        | Итого            | Итого            | 57   | 2    | 3     | 0     | 60    | 2     |
| → Чертаново-2    | ПФЛ              | 2018/19          | 5    | 0    | —     | —     | 5     | 0     |
| → Чертаново-2    | Итого            | Итого            | 5    | 0    | —     | —     | 5     | 0     |
| Крылья Советов   | ФНЛ              | 2020/21          | 6    | 0    | 1     | 0     | 7     | 0     |
| Крылья Советов   | Итого            | Итого            | 6    | 0    | 1     | 0     | 7     | 0     |
| Сочи             | Премьер-лига     | 2020/21          | 20   | 0    | 2     | 0     | 22    | 0     |
| Сочи             | Итого            | Итого            | 20   | 0    | 2     | 0     | 22    | 0     |
| Крылья Советов   | Премьер-лига     | 2021/22          | 17   | 0    | 2     | 0     | 19    | 0     |
| Крылья Советов   | Итого            | Итого            | 17   | 0    | 2     | 0     | 19    | 0     |
| Спартак (Москва) | Премьер-лига     | 2021/22          | 5    | 0    | 4     | 0     | 9     | 0     |
| Спартак (Москва) | Премьер-лига     | 2022/23          | 27   | 1    | 11    | 1     | 38    | 2     |
| Спартак (Москва) | Премьер-лига     | 2023/24          | 23   | 1    | 11    | 1     | 34    | 2     |
| Спартак (Москва) | Премьер-лига     | 2024/25          | 19   | 1    | 11    | 0     | 30    | 1     |
| Спартак (Москва) | Премьер-лига     | 2025/26          | 1    | 0    | 2     | 0     | 3     | 0     |
| Спартак (Москва) | Итого            | Итого            | 75   | 3    | 39    | 2     | 114   | 5     |
| Всего за карьеру | Всего за карьеру | Всего за карьеру | 180  | 5    | 47    | 2     | 227   | 7     |

### Сборная
| Матчи и голы Данила Пруцева за сборную России | Матчи и голы Данила Пруцева за сборную России | Матчи и голы Данила Пруцева за сборную России | Матчи и голы Данила Пруцева за сборную России | Матчи и голы Данила Пруцева за сборную России | Матчи и голы Данила Пруцева за сборную России | Матчи и голы Данила Пруцева за сборную России |
| --------------------------------------------- | --------------------------------------------- | --------------------------------------------- | --------------------------------------------- | --------------------------------------------- | --------------------------------------------- | --------------------------------------------- |
| №                                             | Дата                                          | Оппонент                                      | Счёт                                          | Голы                                          | Соревнование                                  |                                               |
| 1                                             | 23 марта 2023                                 | Иран                                          | 1:1                                           | —                                             | Товарищеский матч                             |                                               |
| 2                                             | 26 марта 2023                                 | Ирак                                          | 2:0                                           | —                                             | Товарищеский матч                             |                                               |
| 3                                             | 20 ноября 2023                                | Куба                                          | 8:0                                           | 1                                             | Товарищеский матч                             |                                               |
| 4                                             | 5 сентября 2024                               | Вьетнам                                       | 3:0                                           | —                                             | Товарищеский матч                             |                                               |
| 5                                             | 15 ноября 2024                                | Бруней                                        | 11:0                                          | —                                             | Товарищеский матч                             |                                               |
| 6                                             | 19 марта 2025                                 | Гренада                                       | 5:0                                           | 1                                             | Товарищеский матч                             |                                               |
| 7                                             | 10 июня 2025                                  | Беларусь                                      | 4:1                                           | —                                             | Товарищеский матч                             |                                               |

Итого: 7 матчей, 2 гола; 6 побед, 1 ничья, 0 поражений.